# Ansêkê
Ansêkê ist ein Dorf im westafrikanischen Staat Benin. Es liegt im Département Collines (Benin) und gehört verwaltungstechnisch zum Arrondissement Challa-Ogoi, welches wiederum der Gerichtsbarkeit der Kommune Ouèssè untersteht.

## Lage
Der Ort liegt im Westen des Landes an der Fernstraße RNIE2, die in nördlicher Richtung in ihrem weiteren Verlauf u. a. über Kilibo und Toui in das Département Borgou führt. In südlicher Richtung ist Kokoro das nächste Ziel. Die beiden Ortschaften bilden gemeinsam mit der südwestlich gelegenen Siedlung Challa-Ogoi, zu der jeweils eine Straße führt, ein Dreieck.